# Tonton Macoute
A Milícia de Voluntários da Segurança Nacional (em francês: Milice de Volontaires de la Sécurité Nationale, MVSN), comumente conhecidos como Tonton Macoute (literalmente "Tio do Saco", em crioulo haitiano, aludindo às figuras do "homem do saco" ou "bicho papão") era uma força paramilitar haitiana inspirada no fascismo criada em 1959, e que obedecia diretamente as ordens do ditador daquele país, François Duvalier, 'Papa Doc' , e de seu filho e sucessor, Jean-Claude, até a saída do último do poder, em 1986.
Os novos governos do país debandaram a organização, porém muitos de seus antigos integrantes se tornaram insurgentes, e participaram dos distúrbios políticos do país, especialmente nas regiões rurais, até 2000.
Estima-se que durante a sua actividade, os Tonton Macoute podem ter matado e feito desaparecer mais de 150 mil pessoas, na sua maioria civis e opositores à dinastia Duvalier.